# Camaret-sur-Mer
Camaret-sur-Mer (bretonisch Kameled) ist eine französische Gemeinde mit 2448 Einwohnern (Stand 1. Januar 2022) und ein Fischereihafen im äußersten Westen der Bretagne im Département Finistère. Die Gemeinde liegt auf der Halbinsel Crozon in unmittelbarer Nähe der Atlantikküste im Regionalen Naturpark Armorique (französisch Parc naturel régional d'Armorique).

## Geographie

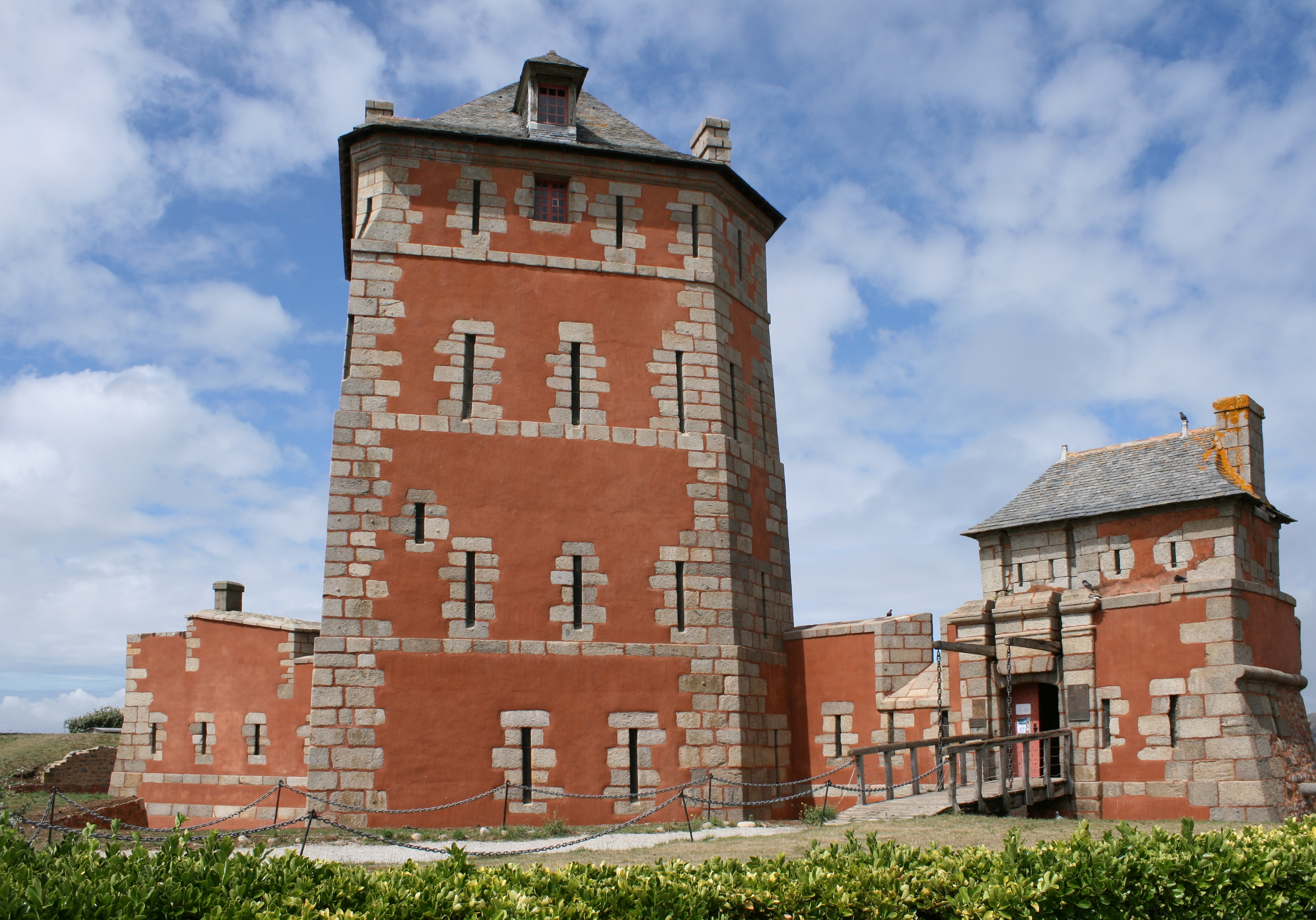
Vauban-Turm

Brest liegt 15 Kilometer nordwestlich, Quimper 47 Kilometer südöstlich und Paris etwa 510 Kilometer östlich. Bei Le Faou und Châteaulin befinden sich die nächsten Abfahrten an der Schnellstraße E 60 (Nantes–Brest) und u. a. in Châteaulin, Quimper und Brest gibt es die nächsten Bahnstationen. Bei Brest befindet sich ein Regionalflughafen.

## Bevölkerungsentwicklung
| Jahr      | 1793 | 1891 | 1962 | 1968 | 1975 | 1982 | 1990 | 1999 | 2007 | 2017 |
| --------- | ---- | ---- | ---- | ---- | ---- | ---- | ---- | ---- | ---- | ---- |
| Einwohner | 685  | 2003 | 3593 | 3272 | 3047 | 2933 | 2668 | 2618 | 2595 | 2543 |

## Sehenswürdigkeiten
- Vauban-Turm, zusammen mit anderen Werken in ganz Frankreich seit 2008 zum UNESCO-Weltkulturerbe „Festungsanlagen von Vauban“ zählend
- Kapelle Notre-Dame de Rocamadour, deren älteste Bauteile aus dem Jahr 1527 stammen
- Steinreihen von Lagatjar, eine Anordnung von 72 Menhiren in drei Reihen

Siehe auch: Liste der Monuments historiques in Camaret-sur-Mer

## Gemeindepartnerschaften
Partnergemeinden von Camaret-sur-Mer sind Büsum in Schleswig-Holstein und St Ives (Cornwall) in England. Camaret-sur-Aigues in der französischen Region Provence-Alpes-Côte d’Azur wird als Schwestergemeinde bezeichnet.

## In Camaret geboren
- Monique Keraudren-Aymonin (1928–1981), Botanikerin, botanische Illustratorin und Fotografin
- René Vautier (1928–2015), Dokumentarfilmer und Regisseur